# Aliki

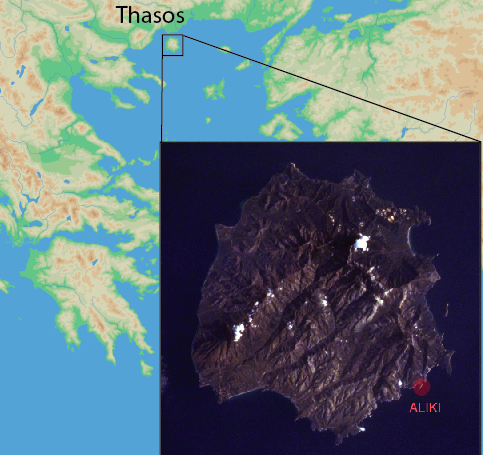
Localización de Aliki en Tasos.

Plano de las canteras de la península de Aliki.

Aliki (griego Αλική) es una península de la costa sur de Tasos donde se hallan las principales canteras de mármol de la isla explotadas durante la Antigüedad. El topónimo, que significa literalmente «salina», da cuenta del recubrimiento por el mar de las canteras abandonadas después del siglo VII y de su asimilación en una salina en época moderna. El nombre antiguo del sitio no es conocido, aunque haya sido asociado a esta actividad de explotación del mármol un pequeño santuario de época clásica y una basílica doble de la época paleocristiana.

## Principales canteras antiguas de Tasos
Existen tres grupos de canteras en la isla de Tasos, en la acrópolis de la ciudad de Tasos, en Limenas, en el cabo Vathy más al sur, y en Saliaria, y por fin, la más importante en Aliki. Une parte de estas canteras han sido destruidas por la explotación moderna, que se ha retomado de manera intensiva en los últimos decenios del siglo XX. Estos mármoles presentan algunas diferencias, el de Aliki se caracteriza por un grano más bien grueso y un color que varía del blanco al gris claro, con a veces vetas azuladas que lo confunden con el mármol de Proconeso. Estas particularidades están en el origen de su gran difusión en los sectores donde los efectos decorativos de estas vetas eran apreciados, a saber, para los enlosados, los chapeados, y las columnas. 

### El mármol de Tasos material: su renombre

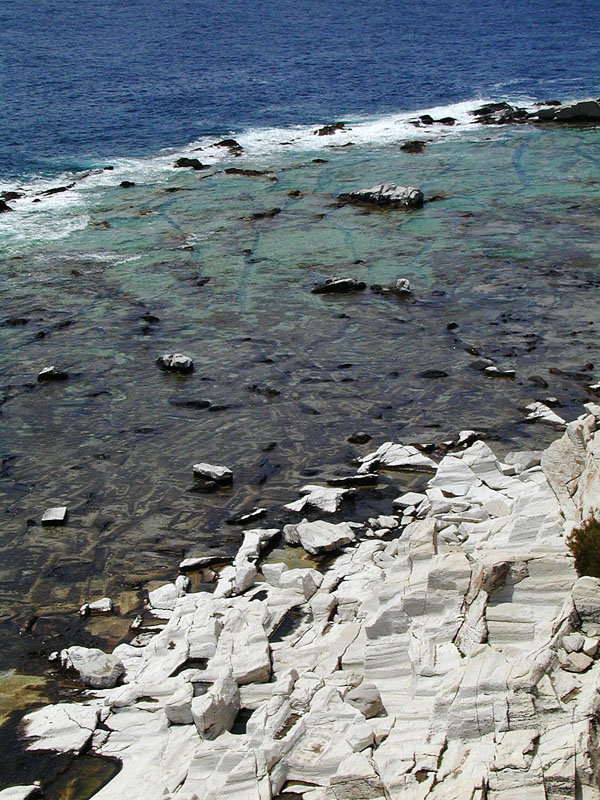
Canteras de mármol: la extremidad sureste de la península, erosionada hasta el nivel del mar.

Numerosos testimonios literarios confirman este entusiasmo por el mármol de Tasos en general, y el de Aliki en particular. Séneca escribe en una de sus cartas:

«Se considera como pobre si el mármol de Tasos, antaño una curiosidad rara en algún templo, no reviste nuestras piscinas (...).»

Empleado en la  arquitectura, y mencionado este dato por Vitruvio, es usado también en la escultura: el sarcófago de Nerón comprende una balaustrada de mármol tasio, material también utilizado para la tumba del hermano de Catón en Eno en Tracia. Se lo encuentra, por ejemplo, en la estatuaria de Atenas. Forma parte de los materiales de los que el Edicto de Maximum fija los precios bajo Diocleciano, y se halla en numerosos lugares de la Antigüedad tardía, sobre todo en Tracia y en Macedonia.

### Las canteras
El promontorio de Aliki es un espolón de mármol, probablemente explotado desde el comienzo de la ocupación de la isla, en el siglo VII a. C. La explotación del mármol ha sido tan intensiva y prolongada en el tiempo que toda la extremidad sur de la península está enrasada al nivel del mar, mientras que los flancos occidentales y surorientales de la colina están muy mermados. A medida que ha crecido la explotación, los frentes de las canteras han progresado hacia el norte y el este, mientras que los desmontes eran rechazados hacia la cumbre.
Las antiguas canteras se presentan como una yuxtaposición de las diferentes obras que poseen cada una de sus paredes, sus desmontes y una calle de evacuación de los bloques. Es más difícil de circunscribir el área de trabajo de los tallistas que desbastan los bloques después de su extracción:los bloques inacabados que han sido encontrados en el sitio no están forzosamente localizados en las áreas de trabajo, pues han podido ser abandonados después de la extracción o durante la evacuación.

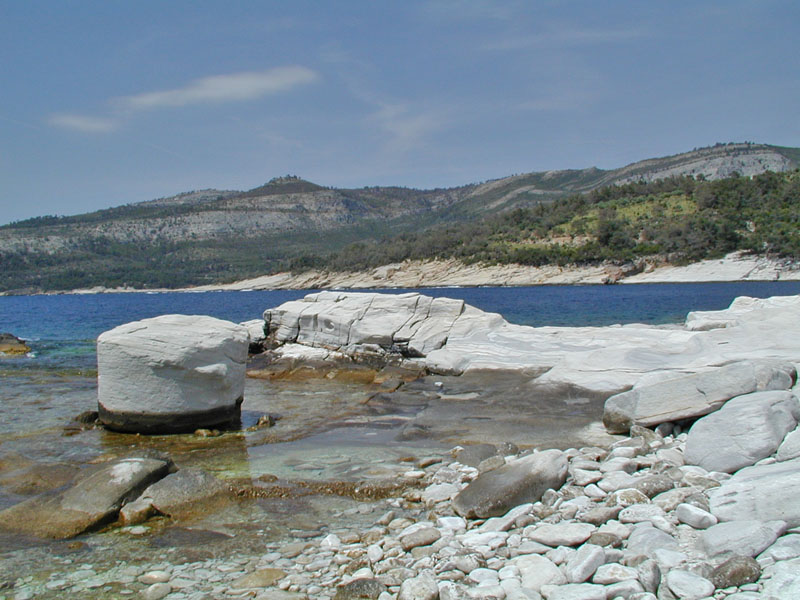
Canteras de mármol: bloque circular abandonado.

El nivel de explotación de las canteras del borde del mar debía estar bastante cerca del agua para que se las dote de muretes constituidos de rocas dejadas en el lugar y que servían  de rompeolas.
Se distinguen tres períodos de apertura de las carreras, de las que las más conocidas son las más tardías, que datan del período romano y del  romano tardío, mientras que las más antiguas han sido destruidas o enterradas por esta explotación posterior. En las canteras más tardías, la presencia de grafiti cristianos (cruces incisas) suministra un indicio de datación, en general, fiable aunque impreciso.
El desprendimiento de los bloques de mármol se hace por medio de cuñas en metal o de madera que descansan en el principio de la explosión de la roca. Los canteros provocan igualmente esta explosión horadando a punta de pico series de agujeros sobre la línea de fractura deseada. El examen de las cavidades muestra que los canteros han sabido utilizar el carácter específico de la roca de Aliki: las frecuentes diaclasas que atraviesan los mármoles sirven para delimitar las canteras, pues forman los muretes de separación. 
Estas diaclasas determinan también la especialización de las carreras: su frecuencia y su dirección favorecen la extracción de columnas o de bloques. La inclinación de las paredes era utilizada también con objeto de facilitar el desprendimiento: la roca es atacada por el lado donde los bloques caen por su peso, y se despegan así más fácilmente. La estratificación del mármol desempeña también un papel en la especialización de las canteras: la naturaleza de la roca en una cantera dada determina el espesor de los bloques que son extraídos, y el tipo de bloque que es pues privilegiado.

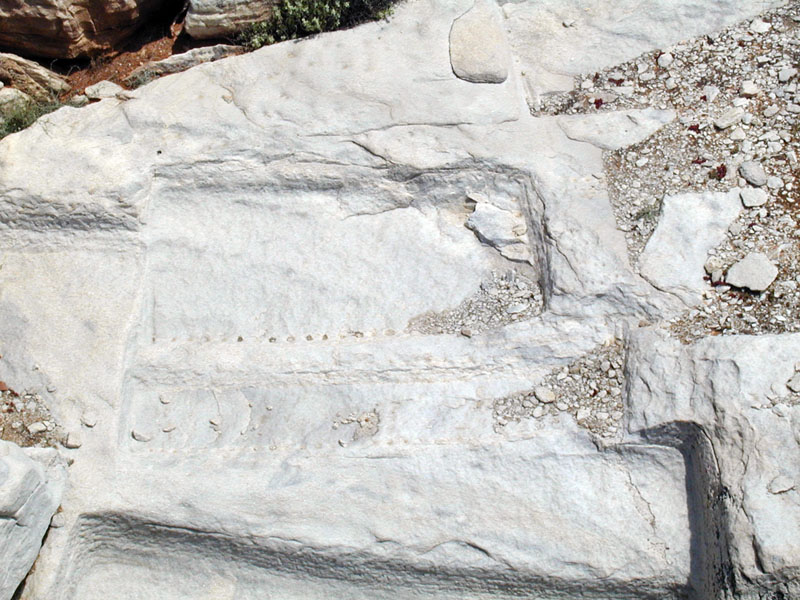
Canteras de mármol: restos de la extracción.

Una vez recortado, el bloque de mármol puede ser desbastado incluso groseramente esculpido antes de ser exportado. La producción local comprende fustes de columnas,  capiteles, de  cubas de sarcófagos, pero también bloques que no son cortados en el lugar, destinados a suministrar placas de revestimiento mural o de pavimento.
La topografía de las canteras, situadas todas en el perímetro de la península, sólo hace posible una forma de transporte, por mar: los navíos atracan directamente al pie de las canteras, en las áreas de embarque, suficientemente espaciosas para permitir la instalación de la maquinaria (grúas) necesaria para el desplazamiento de los bloques. Numerosos agujeros, correderas o anillos de amarre son todavía visibles, y permiten reconstruir estas instalaciones (ver los puntos de embarque en el plano de al lado)).
El fin de la explotación antigua de las canteras ocurrió con toda probabilidad durante el siglo VII y corresponde a la crisis militar, económica y demográfica que golpea al Imperio bizantino en este período. Es seguida por el recubrimiento por el mar, cuyo nivel sube, en una época indeterminada, por encima de las canteras más bajas y los embarcaderos.

## Santuario de Apolo

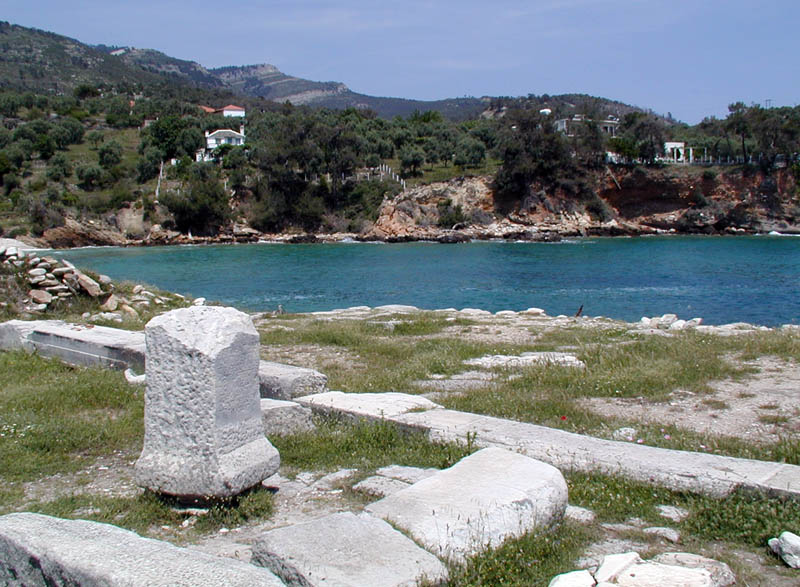
Santuario de Apolo.

Los obreros de las canteras residían verdaderamente en una pequeña aglomeración que debía ocupar el istmo de la península. Nada de ello es visible, en parte un gran sarcófago romano:  esta zona del sitio no ha sido nunca objeto de excavaciones arqueológicas. Pero al nordeste de esta aldea, encuéntrate un pequeño santuario cuyo establecimiento se remonta a la colonización de la isla por los parios al principio del siglo VII a. C., y que ha sido en parte despejado (ver en el mapa el n.º 1). Podría tratarse del santuario cívico de Apolo Arquegeta, divinidad tutelar de la colonización de la isla por los parios, en cuyo caso, podría marcar también el lugar de su desembarco original.
La parte del complejo visible se presenta en forma de dos edificios de planos similares, dispuestos sobre una terraza al borde de la bahía nordeste,:  de plano casi cuadrado, cada edificio comprende un pórtico con columnata, detrás del cual se encuentran dos habitaciones una de las cuales de que un consta de un hogar ritual (eschara). No se trata de templos, sino de salas destinadas a acoger a los fieles para los banquetes que seguían a los sacrificios. 

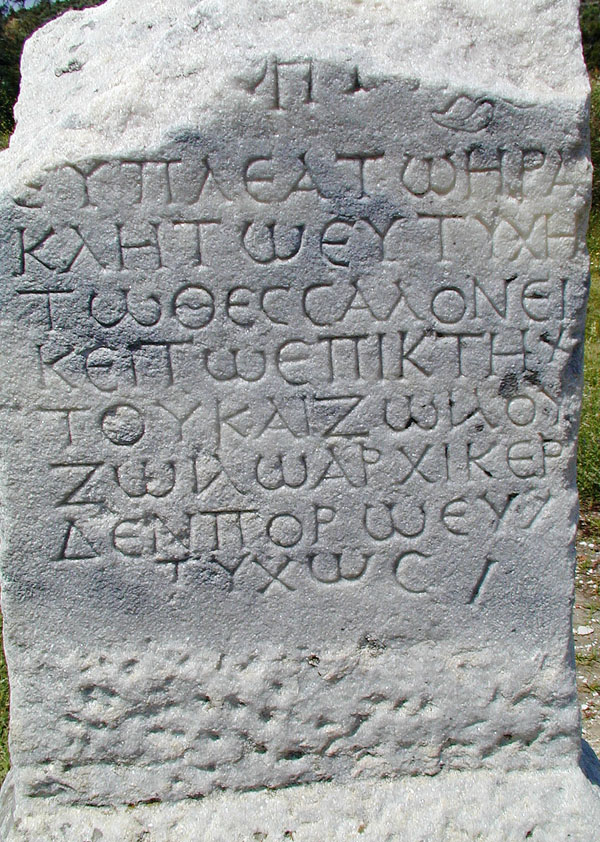
Inscripción votiva del santuario: voto de buena navegación para Heracles de Tesalónica.

El edificio norte (16 x 16,50 m), es el más antiguo:  en su primer estado, de orden jónico, data del último cuarto del siglo VI a. C., mientras que el segundo estado, con columnata dórica data de los años 470-465 a. C. Este edificio ha venido a reemplazar a una construcción más antigua mal conocida pero datada del fin del siglo VII a. C.
El edificio sur, más pequeño (11,60 x 13 m) es el más antiguo edificio dórico de Tasos y data de alrededor de 500 a. C.
Numerosas inscripciones han sido descubiertas en los vestigios del santuario, que permiten precisar la función. Se encuentran allí numerosos votos de buena navegación (euploia), dejados por los armadores o los marineros para los navíos venidos a recoger mármol en las canteras vecinas. Estos barcos llevan nombres de divinidades ( Heracles  - ver la fotografía al lado-   Serapis ,  Poseidón ,  Artemisa  o   Asclepio ) y sus puertos de amarre suministran útiles indicaciones sobre la estructura del comercio del mármol: Tesalónica, Aso, Mitilene, la Tróade. Una de estas inscripciones votivas es dirigida a los «Dioses salvadores», es decir a los Dioscuros, divinidades protectoras de los marineros.
Sobre las pendientes que dominan el santuario, al sureste, se encuentran dos grutas cultuales, una de las cuales se ha identificado por una inscripción como dedicada a Apolo. Una de las dos grutas está situada en la proximidad del ángulo sureste de los dos edificios despejados, mientras que la segunda, más profunda (más de 20 m) está al norte de la basílica paleocristiana. Es ella la que ha suministrado la mayoría del material (exvoto, cerámico y figurillas, datadas en la Época Arcaica, pero que se extiende hasta la época romana.

## Basílica doble

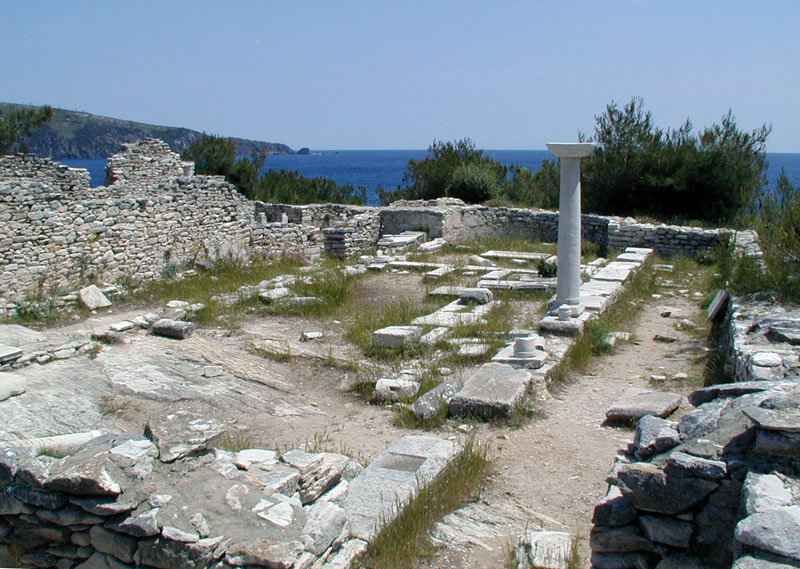
Basílica paleocristiana.

El abandono del conjunto cultual pagano ocurre probablemente en el siglo III. Le sucede, a poca distancia al sureste, en la cumbre de la colina, un complejo cristiano constituido por dos iglesias de planta basilical reunidas, formando una basílica doble (ver en el mapa el n.º 2), según un dispositivo bastante frecuente en la época paleocristiana.
La basílica sur es más antigua y se remonta al primer cuarto del siglo V:  es una basílica de tres naves, dotada de un ábside semicircular. El santuario está cerrado por una cancela en  pi  con la solea que se  abre sobre la nave central, donde la presencia del ambón, con dos escaleras derechas enfrentadas, confirma la preeminencia de esta basílica en el conjunto. Las columnatas que separan las naves eran de orden jónico. Soportaban una galería, donde, en un segundo estado del edificio, cogía sitio las mujeres, vía una escalera situada en el lado sur del nártex, construido en esta misma fase.
La basílica norte ha tomado el lugar de una capilla más antigua que era sin duda contemporánea de la iglesia sur. Está datada en  el 500. Se trata todavía allí de una basílica de tres naves, de ordenación comparable a la basílica sur, pero que posee además, al oeste, un atrio, y dos anexos litúrgicos con un baptisterio provisto de una cuba circular.
El conjunto fue renovado y fue agrandado bajo Justiniano, y abandonado, al igual que las canteras en el siglo VII.

## Exploración arqueológica
Las primeras observaciones sobre el santuario de Aliki las hizo hecho de G. Perrot, de ello 1856:  las publica en su  Memoria de la isla de Thasos , en 1864.  A. Conze se interesa, por su parte, en las canteras dos años más tarde, en 1858. Las primeras excavaciones son efectuadas por Th. Bent en 1886-1887 que despejó una parte del santuario y recolectó las inscripciones. Es seguido de una serie de misiones de la Escuela francesa de Atenas que son consagradas a la exploración metódica de la península. A. Laumonier y Y. Béquignon retoman la excavación del santuario en 1924, antes de que J. Servía y P. Bernard la lleven a término de 1961 a 1964. A partir de 1970, J.-P. Sodini emprende el estudio de la basílica doble y la relación sistemática de las canteras de mármol, con la ayuda del arquitecto T. Koželj.